# Crocidura allex
Crocidura allex е вид бозайник от семейство Земеровкови (Soricidae). Видът е световно застрашен със статут Уязвим.
Натуралните му хабитати са субтропичните и тропичните влажни планински гори, субтропичните и тропичните високопланински тревни площи и тресавищата.

## Разпространение
Видът е разпространен в Кения и Северна Танзания. Намира се в районите на връх Килиманджаро, връх Мару, кратерът Нгоронгоро и в планините на югозападна Кения. Среща се между 2000 и 4000 м надм. височина.
Въпреки че видът се счита за относително рядък, се среща доста често в афро-алпийската зона на връх Килиманджаро на 3500 м надм. височина.